# Caso Manchinha
O Caso Manchinha, também conhecido como Caso do Cachorro do Carrefour, refere-se à morte do cão vira-lata denominado Manchinha, ocorrida em 28 de novembro de 2018, nos arredores de uma das lojas da rede Carrefour, situada no município brasileiro de Osasco, na Grande São Paulo. Na oportunidade, o cão foi morto por um funcionário do Carrefour. O caso gerou repercussão nacional e internacional, levando o Congresso do Brasil a aprovar uma lei que aumentou a pena para maus-tratos a animais.

## Manchinha
Uma fêmea abandonada sem raça definida (vira-lata), o cão recebeu o nome de Manchinha por um funcionário do hipermercado Carrefour, de Osasco, São Paulo, onde vivia e era alimentada por clientes e funcionários.

## Antecedentes e crime
No mês de novembro de 2018, os donos da loja Carrefour, situada em Osasco, foram notificados de que receberiam a visita de um dos supervisores da matriz. Um dos funcionários do estabelecimento, responsável pela segurança do local, recebeu ordens para retirar um cão sem raça definida, denominado Manchinha, que permanecia no estacionamento do Hipermercado e fora abandonado meses antes do ocorrido, recebendo alimentação e água. Para cumprir as ordens, o homem teria oferecido ao animal mortadela com veneno para ratos, além de espancado-o, utilizando-se de uma barra de alumínio. A loja alegou que Manchinha foi vítima de atropelamento, mas admitiu, posteriormente, a agressão. O cão chegou a ser resgatado por funcionários do centro de Zoonoses da cidade, mas morreu depois de ser agredido. A veterinária que o atendeu concluiu que o animal morreu por hemorragia.
O segurança responsável pelo crime foi identificado e afastado de suas atividades. O caso demorou três dias para ser denunciado às autoridades. Ele confessou o crime, declarando-se arrependido. Após a conclusão do inquérito, em 18 de dezembro de 2018, o funcionário foi considerado réu pelo crime de abuso e maus-tratos a animais.

## Repercussão
O caso, divulgado por redes sociais, repercutiu rapidamente, gerando uma onda de protestos pelo Brasil, contra as lojas da rede. Vários famosos, como Tatá Werneck e Luciano Huck, publicaram notas de repúdio ao caso em suas redes. A apresentadora e ativista Luisa Mell ingressou com uma ação judicial contra o estabelecimento. A Polícia Civil de São Paulo instaurou um inquérito para apurar as causas do falecimento do animal, e vários funcionários da loja tiveram que prestar depoimento.
Manchinha recebeu várias homenagens após sua morte. Em fevereiro de 2019, o caso serviu de justificativa para a proposição de leis mais rigorosas ao crime de maus-tratos a animais. O Congresso Nacional aprovou o PL 1.095/2019, aumentando a pena e a multa para responsáveis por maus-tratos a animais, de dois a cinco anos, com multa máxima de mil salários mínimos. Em setembro de 2020, o presidente Jair Bolsonaro sancionou o projeto, convertendo-o em lei.
Em março de 2019, o Carrefour, após acordo com o Ministério Público, transferiu R$ 1 milhão para um fundo de proteção aos animais criado pelo município de Osasco. A empresa também realizou um censo para identificar animais que viviam em suas unidades, de modo a resgatá-los e levá-los para abrigos. Em novembro de 2019, o Carrefour relatou que havia recebido aproximadamente 600 mil comentários em suas redes sociais sobre o ocorrido – com a maioria tendo teor negativo.
Em novembro de 2021, foi inaugurado um monumento em homenagem ao cão no Pet Parque de Osasco.